# Chinyere Pigot
Chinyere Pigot (Paramaribo, 1 mei 1993) is een Surinaamse zwemster.

## Biografie
Chinyere Pigot is aangesloten bij de Oltin Suv Club.
Tijdens het Wereldkampioenschappen zwemmen 2007 in Melbourne (Australië) waren dit haar tijden:
- 200 m schoolslag – 2.50,26 min
- 100 m schoolslag – 1.19,93 min
- 50 m schoolslag – 38,12 s
- 50 m vlinderslag – 35,02 s
- 200 m vrije slag – 2.20,28 min
- 50 m vrije slag – 29,55 s

Op geen van deze onderdelen was dat goed genoeg om door te gaan naar de volgende ronde.
Chinyere Pigot vormde samen met de zwemmer Gordon Touw Ngie Tjouw en de atleten Jurgen Themen en Kirsten Nieuwendam het Surinaams Olympisch team voor de Olympische Zomerspelen van 2008 in Peking (China). Van deze vier was zij met 15-jaar de jongste. In de aanloop naar en tijdens de spelen werden de zwemmers gecoacht door Anthony Nesty, de enige sporter uitkomend voor Suriname die ooit medailles heeft gewonnen op de Spelen (goud in 1988 en brons in 1992). In Peking kwam ze uit op het onderdeel 50 m vrije slag waar ze in de series met een tijd van 27,66 s op de 54e plaats eindigde. Vanaf 2009 werd ze zeven jaar op rij verkozen tot Sportvrouw van het jaar.
In 2012 nam ze opnieuw deel aan de Olympische Spelen waar ze uitkomt op de 50m vrije slag voor vrouwen. Bij de openingsceremonie in Londen mocht ze de Surinaamse vlag dragen. Bij de 50 m vrije slag haalde ze een tijd van 26,30 s en werd daarmee 40e.
Haar jongere broer Diguan is ook olympisch zwemster. Hun vader, Hesdy Pigot, zat van 2013 tot 2015 voor de NPS in De Nationale Assemblée.